# Карцово (Калужская область)
Карцово  — деревня в Дзержинском районе Калужской области России. Административный центр сельского поселения «Деревня Карцово».

## Этимология
Карец — от славянского «ковш»,  «Корта», «Карта» — картавый, низкорослый

## География
На  правом берегу реки Медынка. Рядом — Заполье

## Население
| 2002 | 2010 |
| ---- | ---- |
| 665  | ↗705 |

## История
В 1782 году  сельцо Карцово и  деревня Завалье Медынского уезда, Анны Андреевной Татищевой.